# Арвидсяур
Арвидсяур (на шведски: Arvidsjaur) е град в северна Швеция, лен Норботен. Главен административен център на едноименната община Арвидсяур. Разположен е около река Бюскеелв. Намира се на около 700 km на север от централната част на столицата Стокхолм и на около 140 km на северозапад от главния град на лена Люлео. ЖП възел, има летище. Населението на града е 4635 жители според данни от преброяването през 2010 г.